# Phacelia divaricata
Phacelia divaricata är en strävbladig växtart som först beskrevs av George Bentham, och fick sitt nu gällande namn av Samuel Frederick Gray. Phacelia divaricata ingår i Faceliasläktet som ingår i familjen strävbladiga växter.

## Underarter
Arten delas in i följande underarter:
- P. d. divaricata
- P. d. wrangeliana